# Wassiljewo (Tatarstan, Selenodolsk)

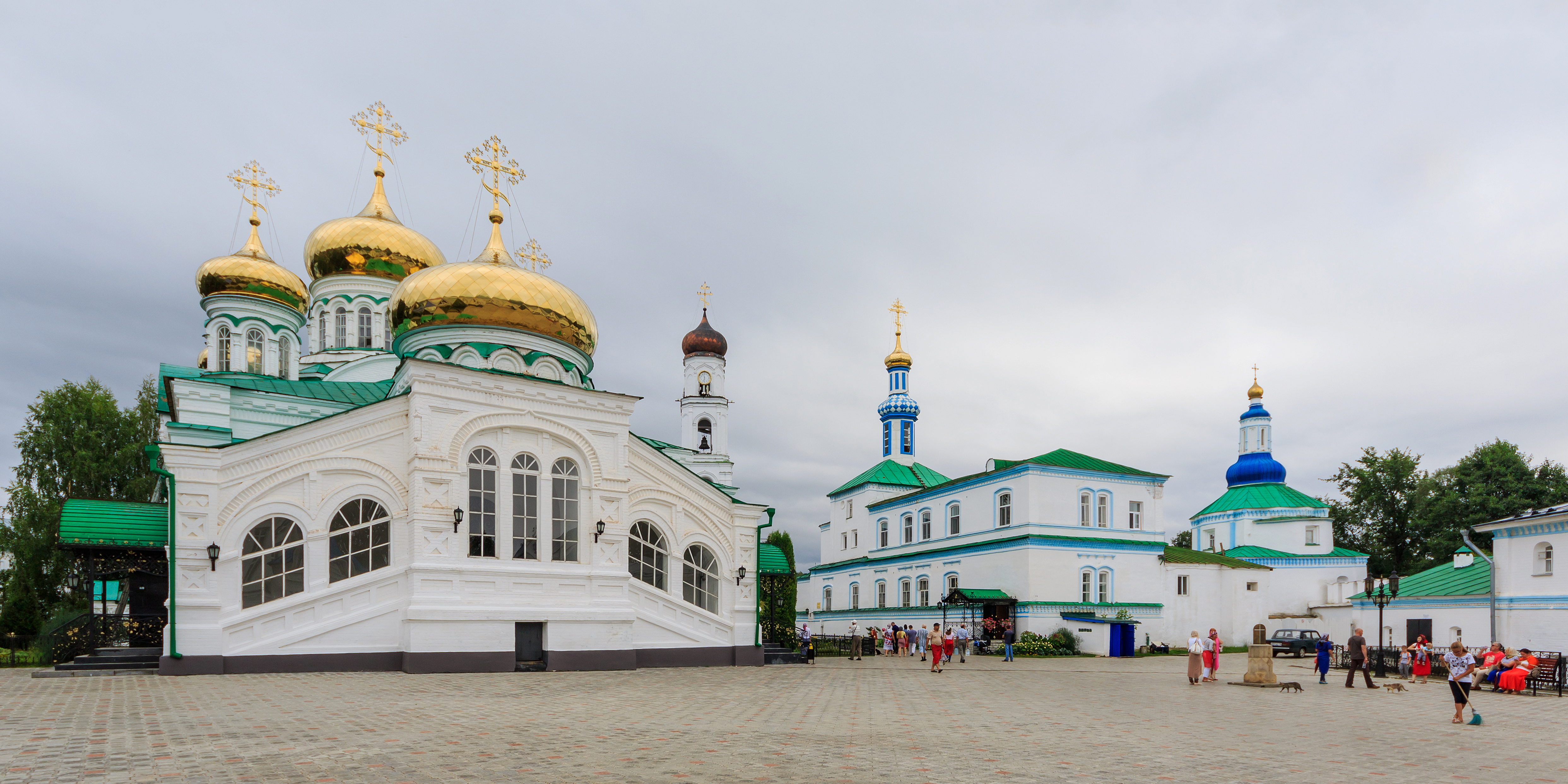
Das Raifa-Gottesmutter-Geburts-Kloster unweit Wassiljewo

Wassiljewo (russisch und tatarisch Васи́льево) ist eine Siedlung städtischen Typs in der Republik Tatarstan (Russland) mit 16.953 Einwohnern (Stand 14. Oktober 2010).

## Geographie
Die Siedlung liegt gut 25 Kilometer Luftlinie westlich des Zentrums der Republikhauptstadt Kasan am linken Ufer der Wolga, am oberen Ende des Staubereiches des Kuibyschewer Stausees. Der Ort liegt auf einer Insel, die vom schmalen Nebenarm Karassicha gebildet wird, der heute allerdings größtenteils verlandet oder versumpft ist.
Wassiljewo gehört zum Rajon Selenodolsk und liegt knapp 10 Kilometer östlich von dessen Verwaltungszentrum Selenodolsk.

## Geschichte
Das Dorf Wassiljewo wurde im 17. Jahrhundert gegründet und erhielt 1928 den Status einer Siedlung städtischen Typs.

### Bevölkerungsentwicklung
| Jahr | Einwohner |
| ---- | --------- |
| 1939 | 10.176    |
| 1959 | 14.545    |
| 1970 | 18.332    |
| 1979 | 19.638    |
| 1989 | 18.776    |
| 2002 | 16.846    |
| 2010 | 16.953    |

Anmerkung: Volkszählungsdaten

## Kultur und Sehenswürdigkeiten
Nahe dem rechten Wolgaufer gegenüber Wassiljewo und im Sommer von dort per Schiff erreichbar liegt auf einer Insel die ehemalige, 1551 unter Iwan IV. während des letzten Krieges gegen das Khanats Kasan als Basis für den entscheidenden Angriff gegründeten Stadt Swijaschsk. In dem heutigen Dorf (seit 1932) ist eine größere Anzahl von Bauwerken des 16. bis frühen 20. Jahrhunderts erhalten. Der Ort, eines der wichtigsten touristischen Ziele in Tatarstan, kandidiert seit 1998 für die Aufnahme in die UNESCO-Welterbeliste.
Einige Kilometer nördlich von Wassiljewo erstreckt sich der 5921 Hektar große nördliche Sektor des 1960 eingerichteten Biosphärenreservates und Sapowedniks Wolga-Kama. Auf dessen Territorium liegt am Raifa-See (Raifskoje-See) auch das im 17. Jahrhundert gegründete, in den 1930er-Jahren geschlossene und 1991 wiedereröffnete russisch-orthodoxe Raifa-Gottesmutter-Geburts-Kloster (Раифский Богородицкий монастырь/Raifski-Bogorodizki monastyr), das bedeutendste Kloster der Eparchie von Kasan und Tatarstan.
In den Kiefernwäldern am Wolgaufer bei Wassiljewo befinden sich mehrere Sanatorien, beispielsweise Wassiljewski und Sosnowy Bor, sowie ein Hotel- und Trainingskomplex des Basketballklubs UNICS Kasan.
Seit 1996 existiert ein Gedenkmuseum für den Maler Konstantin Wassiljew.

## Wirtschaft und Infrastruktur
In Wassiljewo gibt es eine Glashütte und Betriebe der Forstwirtschaft.
Die Siedlung liegt an der Eisenbahnstrecke Moskau – Kasan – Jekaterinburg (Bahnhof bei Streckenkilometer 768 und mehrere Haltepunkte). Es besteht Vorortzugverkehr nach Kasan. Nördlich führt die alte Trasse der Fernstraße M7 von Moskau über Kasan nach Ufa am Ort vorbei, in deren Verlauf die Wolga bei Selenodolsk von einer Autofähre überquert wird. Die neue Trasse kreuzt den Fluss auf einer Brücke gut zehn Kilometer unterhalb (östlich) von Wassiljewo.

## Persönlichkeiten
- Konstantin Wassiljew (1942–1976), Maler; lebte seit seiner Kindheit mit Unterbrechungen in Wassiljewo und verunglückte in der Nähe